# WinSCP
WinSCP (Windows Secure Copy) ist eine freie SFTP- und FTP-Client-Software für Windows. WinSCP kopiert Dateien zwischen lokalem und entferntem Computer mit diversen Protokollen: FTP, FTPS, SCP, SFTP, WebDAV oder S3. Dem Benutzer steht dabei je nach Präferenz eine graphische Benutzeroberfläche zur Verfügung, die entweder Norton Commander oder Windows-Explorer ähnelt. Daneben können erfahrene Benutzer die gesamten Funktionen von WinSCP mit .NET assembly oder einfachem Batch-Skripting automatisieren. 
WinSCP ist in C++ programmiert und steht unter der GNU General Public License, ist damit eine freie Software. Der SSH- und SCP-Programmcode basiert auf PuTTY, der FTP-Programmcode basiert auf FileZilla.
Zusätzlich gibt es WinSCP als Plugin für die Filemanager Altap Salamander und FAR Manager. Auf dem FAR-Plugin basierend wird das um WebDAV erweiterte Plugin NetBox entwickelt.

## Funktionsumfang
- Grafische Benutzeroberfläche, wahlweise in Windows-Explorer- oder Norton-Commander-Optik
- Unterstützung von SFTP- und SCP-Protokollen über SSH-1 und SSH-2
- Unterstützung von FTP (ab Version 4.0)
- Unterstützung von FTPS (ab Version 4.2)
- Unterstützung von WebDAV (ab Version 5.6)
- Unterstützung von S3 (ab Version 5.12)
- Unterstützung von IPv6
- Synchronisieren von Verzeichnissen (halb- oder vollautomatisch)
- Integrierter Texteditor
- Unterstützung von SSH-Kennwörtern, Public-Key- und Kerberos-Authentifizierung (GSS), interaktives Login (direkte Tastatureingabe)
- Oberfläche in verschiedenen Sprachen
- Skripting von Batchdateien und Kommandozeilen-Interface
- Optionale Standalone-Funktion für portable Medien, z. B. USB-Sticks, durch Nutzung von Konfigurationsdateien anstatt Registry-Einträgen.
- Bedarfsweise Speicherung von Sitzungsdaten
- Schlüsselaustausch automatisierbar mittels Pageant (PuTTY authentication agent)
- In Windows integrierbar (Drag & Drop, URL, Shortcut-Icons)